# Reserva do Gilé
A Reserva do Gilé  é uma área de conservação de Moçambique. Ela é situada no nordeste da provincia de Zambézia no distrito de Gilé e distrito de Pebane.

## Fauna
Constituida por:
- Mamiferos:(59 espécies) dentre elas o elefante, leão e o mabeco
- Aves, cerca de 114 espécies
- Primatas- macaco cão amarelo, macaco de cara azul e gálagos
- Musaranho- menor rato ja descoberto
- Lebre de rocha do natal e dos arbustos
- Carnívoros- Chacal listrado e de dorso preto, hiena malhada, leopardo, leão pangolim